# Paul Rolin
Paul Charles Marie Ghislain baron Rolin (Brussel, 9 april 1924 – Waver, 3 juli 2015) was een Belgisch amateurgolfer en golfbaanarchitect.

## Biografie
Paul Rolin behoorde tot de uitgebreide Belgische familie Rolin. Hij was een zoon van Jean Rolin (1890-1964) en van Louise Rolin Hymans (1902-1954). Samen met zijn broers werd Jean Rolin in 1921 in de erfelijke adel opgenomen en in 1939 vereerd met de titel baron, overdraagbaar bij eerstgeboorte. Paul was hun enige zoon, naast drie dochters. Een dochter, Mathilde Rolin (1925-2005), trouwde met prins Werner de Merode (1914-1995).
Jean en Louise Rolin speelden golf op het golfterrein Ravestein. Men liet geen leden onder de achttien toe, maar vanwege zijn ouders mocht Paul er als teenager oefenen. Hij speelde negen holes en kreeg meteen handicap 20. Gedurende zijn jeugd kreeg hij les van onder anderen Flory Van Donck.
Hij studeerde rechten en economie en promoveerde aan de UCL tot doctor in de rechten. Hij trouwde in 1949 met Yolande Merlin (1924-2004) en ze kregen vijf kinderen. Hij ging werken bij het aannemersbedrijf Willebroek en werd er in 1953 directeur. Nadat het bedrijf was overgenomen besloot hij golfbanen te gaan ontwerpen.
Hij werd 75 keer Belgisch vertegenwoordiger op internationale toernooien. In 1957 speelde hij op Wentworth in het Continentale Team tegen het Britse Team. Ook speelde hij de Eisenhower Trophy in 1958 op St Andrews Links en in 1966 in Mexico. In totaal zat Rolin vijftien keer in het Belgische Nationale Team en werd, in de periode 1946-1966, acht maal kampioen Nationaal Matchplay.

## Zijn golfbanen
In 1965 begon hij met de aanleg van Bercuit. Daarna vroeg de Koning van Marokko om de banen in Marrakesh en Agadir te verbeteren.
Zijn volgende project was de baan van Rinkven: de club kreeg geen vergunning voor het ontwerp van een Engelse architect, maar later werd de vergunning verleend voor het ontwerp van Rolin, waarbij minder bomen gekapt hoefden te worden.
Onderstaande banen werden door Rolin ontworpen.

### In België
- Golf du Bercuit
- Bossenstein Golf en Polo Club
- Brabantse Golf
- Brasschaat Open Golf & Country Club
- Cleydael Golf & Country Club
- International Gomzé Golf Club
- Golf de Rigenée
- Royal Waterloo Golf Club (Le Lion)
- Waregem Golf Club
- Wellington Golf Oostende (9 holes in de 120 jaar oude hippodroom)
- Antwerp International Golf & Country Club Rinkven
- Flanders Nippon Golf

### In Frankrijk (8 banen) onder andere
- Hardelot (Les Dunes)

### In Nederland
- De Verwaeyde Sandbergen (1987)
- Golf & Country Club Hoenshuis (1987)
- Amsterdamse Golf Club (1990), door Gerard Jol in 1992 en 2006 gewijzigd
- BurgGolf St. Nicolaasga
- Het Rijk van Nijmegen (1985)[1]

### In Spanje onder andere
- Benalup Golf & Country Club (2001)